# Dvorec
Dvorec (in ungherese: Bánudvard) è un comune della Slovacchia facente parte del distretto di Bánovce nad Bebravou, nella regione di Trenčín.